# Taki jestem (album)
Taki jestem – pierwsza płyta Stachursky’ego nagrana w 1994 roku i wydana przez wytwórnię Laser Sound. Płyta zawiera 11 piosenek, w tym dwa remiksy utworu „Jeżeli możesz (Taki jestem)”. Płyta ta w zremasterowanej wersji została dołączona jako bonus do płyty Moje najlepsze piosenki wydanej w 2000 roku przez firmę Snake's Music. W 2000 roku została wydana zremasterowana wersja albumu, która różni się od pierwowzoru - m.in. piosenka „Polska '94” pozbawiona jest linii wokalnej Jacka, a utwory „Twój znak” i „Jeżeli możesz (Taki Jestem) (Duma Version)” różnią się w małym stopniu tempem i aranżacją. Dziś oryginalna wersja albumu jest swoistym białym krukiem i osiąga niebagatelne ceny na internetowych portalach aukcyjnych.

## Lista utworów
| #   | Tytuł                                        | Długość |
| --- | -------------------------------------------- | ------- |
| 1.  | „Intro”                                      | 1:47    |
| 2.  | „Jeżeli możesz (taki jestem)”                | 5:14    |
| 3.  | „Po prostu taki sam”                         | 6:21    |
| 4.  | „Potrzebny mi Twój wzrok”                    | 5:36    |
| 5.  | „Wstyd”                                      | 5:18    |
| 6.  | „Polska '94"                                 | 3:52    |
| 7.  | „Usta, dłonie, oczy, uda”                    | 4:53    |
| 8.  | „Cierpienie, ból”                            | 5:21    |
| 9.  | „Twój znak”                                  | 3:50    |
| 10. | „Jeżeli możesz (taki jestem) (Bass version)” | 5:10    |
| 11. | „Jeżeli możesz (taki jestem) (Duma version)” | 4:26    |